# Swaanendael
Swaanendael was een nederzetting in Nieuw-Nederland, gesticht in 1631. Het legde de merkwaardige vorm van de latere staat Delaware vast. De bevolking werd echter in 1632 volledig uitgeroeid door de lokale indianen. Later is hier de stad Lewes gesticht.